# Франсиско Рабал
Франсиско Рабал Валера (на испански: Francisco Rabal Valera), често наричан и Пако Рабал, е испански актьор.

## Биография
Той е роден на 8 март 1926 година в Агилас, но след началото на Гражданската война през 1936 година семейството му се премества в Мадрид. Там той прекъсва образованието си и започва да работи, като в средата на 40-те години става театрален актьор, а от 50-те години се снима и в киното. Получава международна известност с главните си роли във филми като „Насарин“ („Nazarín“, 1959) и „Виридиана“ („Viridiana“, 1961) на Луис Бунюел и „Затъмнението“ („L'eclisse“, 1962) на Микеланджело Антониони.
Франсиско Рабал умира на 29 август 2001 година по време на самолетен полет за Бордо.

## Избрана филмография
| година | филм                 | оригинално заглавие    | роля                      | режисьор                  |
| ------ | -------------------- | ---------------------- | ------------------------- | ------------------------- |
| 1959   | Насарин              | Nazarín                | отец Насарио              | Луис Бунюел               |
| 1959   | Десет заредени пушки | Diez fusiles esperan   | Хосе Ирибарен             | Хосе Луис Сайнц Де Ередия |
| 1961   | Виридиана            | Viridiana              | Хорхе                     | Луис Бунюел               |
| 1962   | Затъмнението         | L'eclisse              | Рикардо                   | Микеланджело Антониони    |
| 1967   | Дневна красавица     | Belle de jour          | Иполит                    | Луис Бунюел               |
| 1967   | Вещиците             | Le streghe             | мъжът на Валерия          | Лукино Висконти           |
| 1976   | Татарската пустиня   | Il deserto dei Tartari | старшина Тронк            | Валерио Дзурлини          |
| 1978   | Остани какъвто си    | Così come sei          | Лоренцо                   | Алберто Латуада           |
| 1999   | Гоя в Бордо          | Goya en Burdeos        | възрастният Франсиско Гоя | Карлос Саура              |